# 동아백화점
동아백화점은 1972년 9월 17일에 개점한 백화점이다. 대구광역시 중구 덕산동에 본점을 둔 백화점으로 대구와 경상북도를 중심으로 운영하는 유통 업체이다. 모기업은 대구광역시 소재 건설업체인 화성산업이었으나 2010년 3월 8일 이랜드그룹의 계열사인 이랜드리테일에 2,680억 원에 매각되었고 2010년 5월 1일자로 완전 인수되었으며, 5월 7일부터 화성산업에서 이랜드리테일로 경영권이 변경되었다. 2010년 2월 26일에는 화성산업 이윤석 명예회장이 지역경제 헌신 공로로 서상돈상을 받을 정도로 대구 지역경제에 큰 영향을 끼치고 있다. 1988년에는 을지로2가에 프랑스 프랭탕과 프랜차이즈 계약을 맺고 쁘렝땅백화점을 오픈하여 서울에도 진출했으나, 2000년 영업 부진으로 철수하고 2006년 서울지방고용노동청에 건물을 매각했다.

## 매장현황
백화점은 총 3개의 매장이 있으며 마트는 1개, 아울렛은 2개의 매장이 있다.

### 백화점
쇼핑점
- 1984년 12월 15일에 개점했고, 반월당역과 연결된다. 대구광역시 중구 달구벌대로 2085(덕산동)에 있다. 이랜드그룹으로 넘어간 뒤 이랜드의 직매입형 백화점인 NC백화점과 유사한 MD로 리뉴얼되었지만, 브랜드명은 유지했다. 계산오거리 방향 바로 옆에 현대백화점 대구점이 있다.

구미점
- 1990년 5월 12일에 개점했다. 경상북도 구미시 송원동로 28(송정동)에 있다. 충북 청주의 흥업백화점에 이어 두번째로 매장면적이 작은 백화점이었으나 흥업백화점의 폐업으로 가장 면적이 작은 백화점이 되었다. 수수료형 백화점 이었지만 직매입 매장을 늘리고 있다. 1층에 식품관이 있다.

수성점
- 1996년 1월 27일에 개점했다. 대구광역시 수성구 지범로 191(범물네거리)에 있다. 8층에 CGV 대구수성관이 있다. 수수료형 백화점 이었지만 직매입 매장을 늘리고 있다.

### 아울렛
본점
- 1972년 9월 17일에 개점했다. 대구광역시 중구 경상감영길 171(동문동)에 있다. 2002년부터 상호명은 백화점이었으나 아울렛으로 운영중이었지만 이랜드로 넘어간뒤 정식명칭까지 아울렛으로 변경되었다. 운영 적자로 2020년 2월에 폐점하였다.

강북점
- 1997년 7월 1일에 개점했다. 대구광역시 북구 칠곡중앙대로 416(읍내동) 칠곡지하도(칠곡네거리) 위에 있다. 2010년 9월 2일에 동아아울렛으로 재개장하였다. 점포명은 강북점이지만 점포가 위치한 지역의 명칭이 칠곡이기에 칠곡점이라 불리기도 한다.

### 할인점
동아마트 수성점
- 대구광역시 수성구 수성로 393(수성동4가) 수성하이츠 내에 있다.  2020년 12월 8일 폐점했다.

동아마트 포항점
- 경상북도 포항시 남구 연일읍 연일로 123(생지리 408)에 있다. 2012년 6월 20일 폐점했다.